# Реча-Крістур
Реча-Крістур (рум. Recea-Cristur) — село у повіті Клуж в Румунії. Входить до складу комуни Реча-Крістур.
Село розташоване на відстані 355 км на північний захід від Бухареста, 34 км на північ від Клуж-Напоки.

## Населення
За даними перепису населення 2002 року у селі проживали 660 осіб.
Національний склад населення села:
| Національність | Кількість осіб | Відсоток |
| -------------- | -------------- | -------- |
| румуни         | 574            | 87,0%    |
| цигани         | 79             | 12,0%    |
| угорці         | 6              | 0,9%     |

Рідною мовою назвали:
| Мова      | Кількість осіб | Відсоток |
| --------- | -------------- | -------- |
| румунська | 633            | 95,9%    |
| циганська | 21             | 3,2%     |
| угорська  | 6              | 0,9%     |